# Ольховское сельское поселение (Волгоградская область)
Ольхо́вское се́льское посе́ление — муниципальное образование в составе Ольховского района Волгоградской области.
Административный центр — село Ольховка.

## История
Ольховское сельское поселение образовано 24 декабря 2004 года в соответствии с Законом Волгоградской области № 978-ОД.

## Население
| 2010  | 2012  | 2013  | 2014  | 2015  | 2016  | 2017  |
| ----- | ----- | ----- | ----- | ----- | ----- | ----- |
| 5658  | ↗5695 | ↗5725 | ↗5746 | ↗5774 | ↗5846 | ↘5807 |
| 2018  | 2019  | 2020  | 2021  |       |       |       |
| ↘5701 | ↘5588 | ↘5555 | ↗5605 |       |       |       |

## Состав сельского поселения
| № | Населённый пункт | Тип населённого пункта       | Население |
| - | ---------------- | ---------------------------- | --------- |
| 1 | Клиновка         | село                         | 257       |
| 2 | Ольховка         | село, административный центр | ↗5444     |